# Haplocyonoides
Haplocyonoides — вимерлий рід хижих ссавців з родини амфіціонових, які населяли Європу з підепохи раннього міоцену від 20 до 16.9 млн років тому й існували приблизно 3.1 мільйона років.